# Plano de estudos
Plano de estudos de um curso superior é o conjunto organizado de unidades curriculares em que um estudante deve ser aprovado para:
- Obter um determinado grau académico;
- Concluir um curso não conferente de grau;
- Reunir uma parte das condições para obtenção de um determinado grau académico.